# バッジ
バッジ（英語: badge）は、
- 所属組織などを示すために身につける、図や言葉を伴った、金属・布・樹脂などの小片[1]。所属、職位、階級、資格、経歴、功績などを、図や言葉により表しているもの。もともと欧米のものであり、日本語に訳すときは「○○章」と「章」の字の前に他の漢字を配している。「徽章」の「徽」の字は常用漢字表外字であるため「き章」と表記されることもある。
- 他と区別するのに使える物体やエンブレムなど[1]。
- 質がある段階に達していることを示すしるし[1]。

本来のバッジは上で辞書の定義を挙げたようなものであるが、それ以外にも、企業のキャンペーンの景品、イベントの記念品、おもちゃ等々として作られているバッジもある。本記事では、まず本来の所属や階級を示すバッジから解説し、次にエンブレム、最後に、所属や階級や品質を示さない景品やおもちゃの類のバッジを解説する。
なお、バッチと表記するのは誤りである（全く別の意味になってしまう）。

## 所属・階級・資格などを示すバッジ

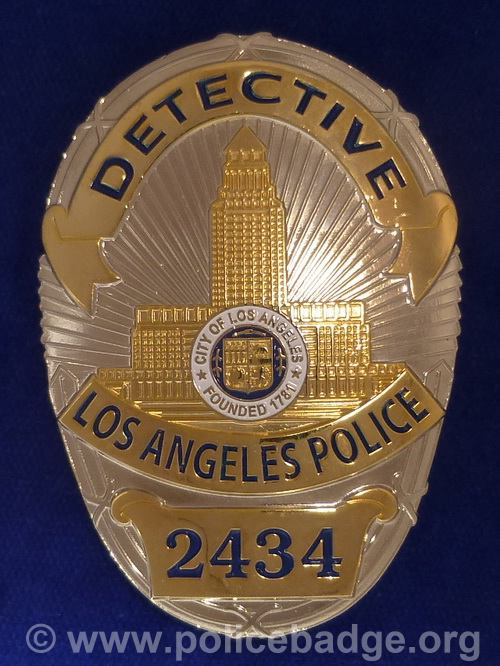
ロサンゼルス市警察（LAPD）の刑事（DETECTIVE）のバッジ。下の番号は個人番号

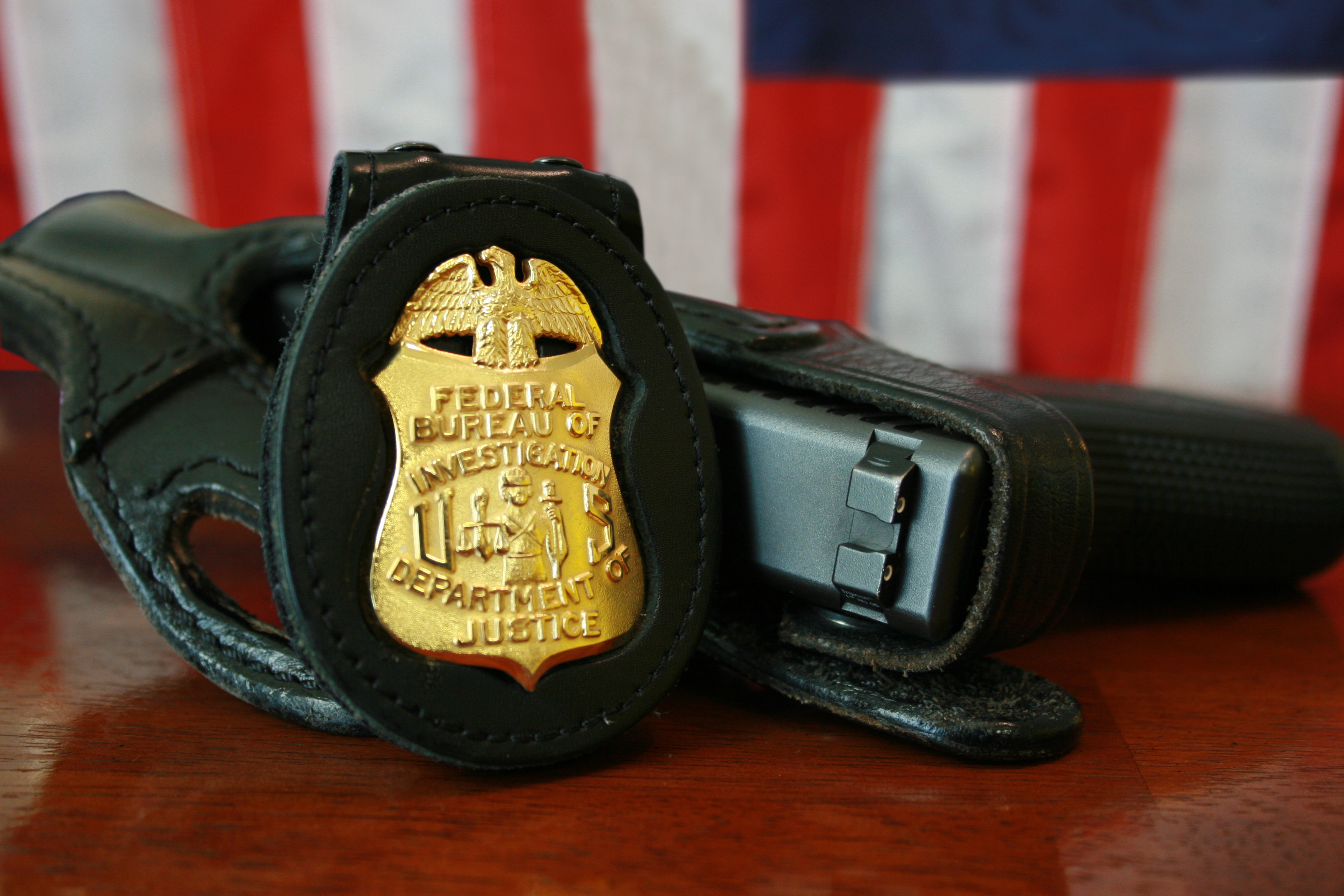
FBIのバッジと銃

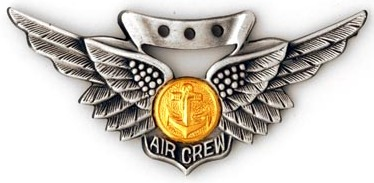
アメリカ海兵隊戦闘機乗員バッジ

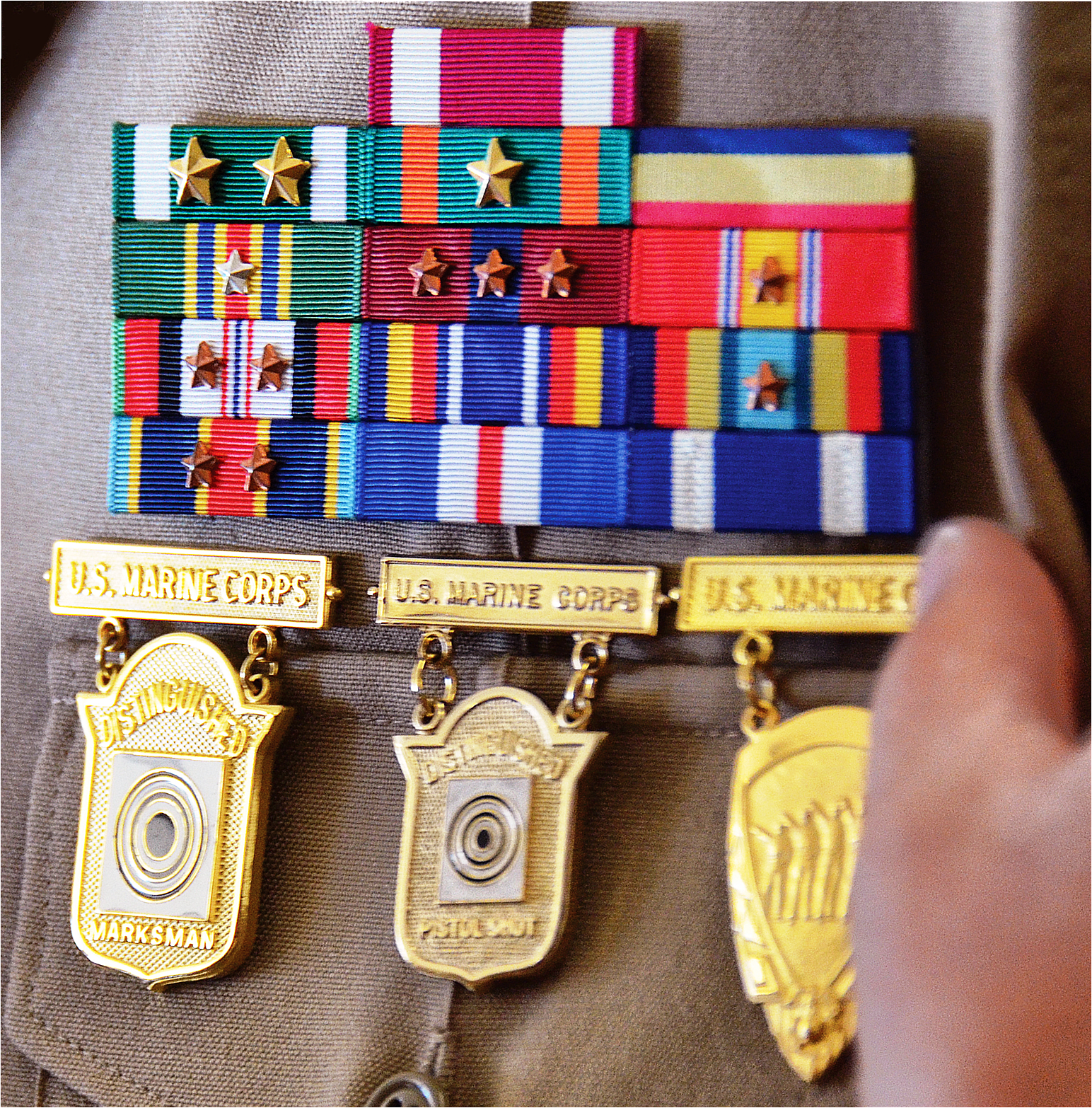
アメリカ海兵隊の軍人がさまざまなバッジ（上半分は略綬）を胸につけた状態

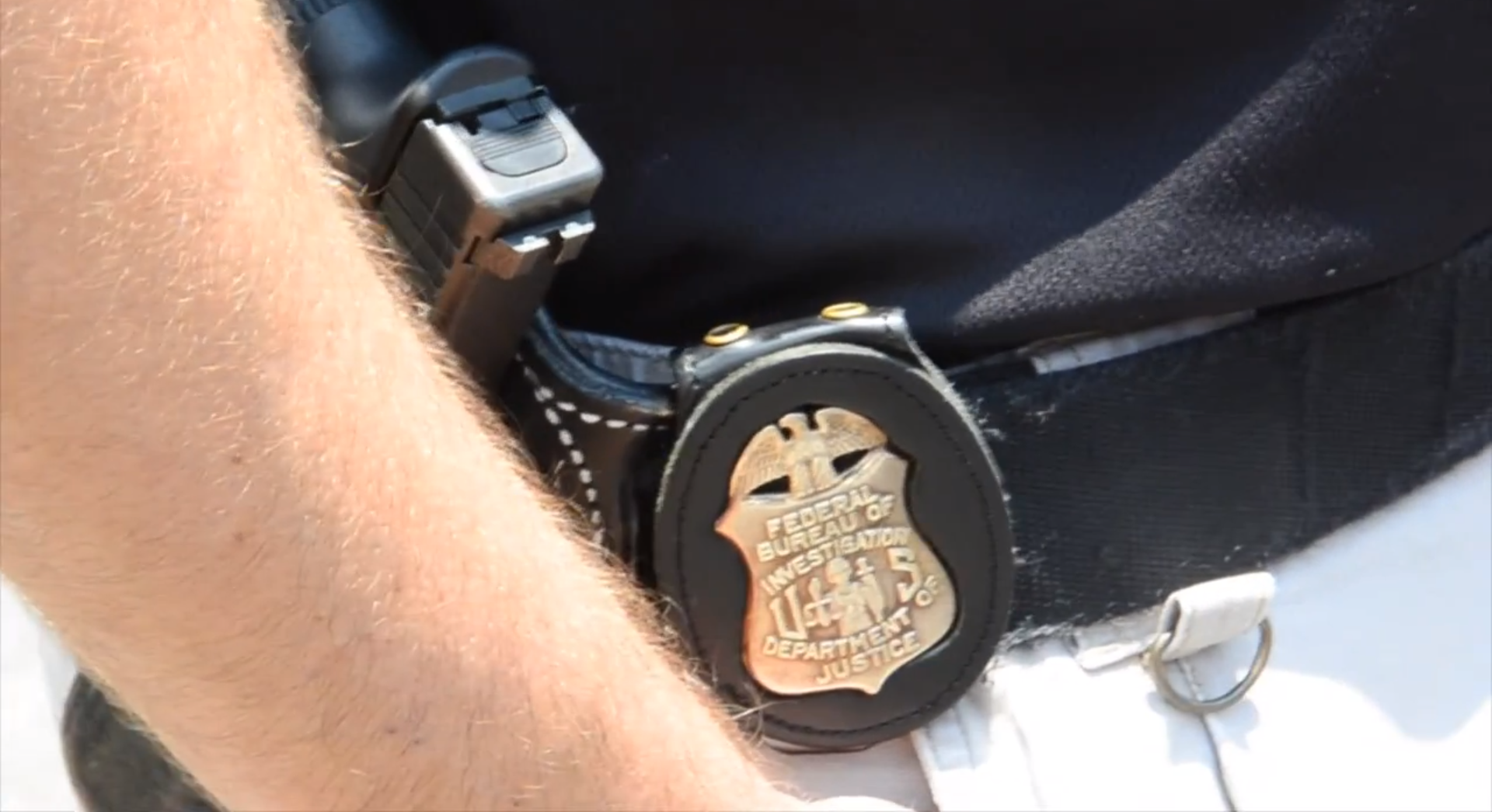
FBIバッジを腰ベルトにクリップで留める例

もともと欧米発祥のものであり、日本語に訳す場合は組織やつける位置などによって呼び方を変えているが、漢字で表現する場合は、概して○○章と「章」という漢字の前に他の文字をつけた表記がされる。たとえば徽章、記章、社員章、議員記章、弁護士記章、胸章、肩章などである。日常的な会話では「議員バッジ」「弁護士バッジ」などとカタカナでバッジとも言う。
軍隊では、軍隊内部での、所属部隊・階級・任務などがとても重要なので、階級章・部隊章・兵科章などと細かく呼び分けられている。
身につける位置
辞書などで「身につける」と説明されているのには理由があり、つけられる位置はさまざまである。主に、制服の胸、襟、肩、帽子などにつけられる。それぞれ胸章、襟章、肩章、帽章などと分類されることもある。
アメリカの警察やFBIなどでは、腰ベルトにクリップではさみ留めたり、あるいは私服警官などではズボンのポケットなどに入れて持ち歩き、必要な時だけ手で取り出して示す、などということも行われる。
スーツで行う職種のバッジの場合は、スーツの襟の穴にとりつけることが一般的。それを考慮してバッジはかなり小さく作られており、スーツのメーカー、テーラーのほうも襟に穴（や小さな環状のひも）などを作って穴周囲を糸で補強しておくことが一般的。

### 素材と構造
大きく分けると金属製のものと布製のものなどがある。
金属の場合は土台の素材は丹銅、真鍮、銀、金、プラチナなどが使用され、色付けは七宝焼やラッカー塗布、エナメル流し込みなどで、めっきが施されたものが主流となっている。
なお衣服に留めるために裏側にピン類がついて構造になっているものはピンバッジやピンズと言う。
布の場合は、細い帯（リボン）状で襟章として用いるもの、曲線的な外形で刺繍で図や文字がほどこされ肩章として使われるものなどがある。
襟章はやはり布製のものと金属製のものがあり、布製のものは襟に直接縫い付けるが、金属製のものは制服にとりつけるためのピンが裏についている構造になっていることが一般的なので、特に「ピン (pin) 」と呼ぶ事もあり、日本語ではこれを「ピンバッジ」と呼ぶこともある。
アメリカの警察やFBIのものでは金属製のものの周囲に皮革を囲むように配置するものも多い。曲線的なものも、四角く仕上げているものもある。
アメリカの金属製の警察バッジに相当するものを日本では警察官の身分証という形で二つ折りの皮革の中に埋め込んでいて、必要な時にポケットから取り出して見せる、というものもある。
- 金属製のバッジの例。ニューヨーク、ニュージャージー警察のもの。アメリカの私服警官などではこうしてコンパクトな金属部分だけをポケットに入れておいて必要な時だけ取り出して示すということも行われる。警察のIDカードも同時に携帯している事が必須。
- 布製のバッジの例。肩章として使うもの。アメリカの国立公園のレンジャーのもの。

### バッジの例
所属、階級、資格、免許などを示すためのバッジ
- 軍隊・自衛隊・準軍事組織・警察・消防・消防団・海防団・水防団・などの構成員の階級章、兵科章、資格章、技能章、部隊章等
- 国会議員・地方議員のバッジ （議員記章）
  - 国会記者バッジ（国会記者記章）
- 裁判官 判事徽章（八咫鏡）
- 検察官 検事徽章（秋霜烈日）
- 弁護士 弁護士記章
- 行政相談委員
- 狩猟者記章(狩猟免許の取得とと狩猟の許可証を兼ねる)(都道府県の役所)
- 政党・政治団体等の党員章（党員バッジ）
- 済生会の会員章
- 二輪車安全準指導員（交通安全協会）
  - 指導員
  - 特別指導員
  - 準指導員 - 現在は廃止。
- 各種の団体やクラブの会員章
- 企業・自治体の社章・職員章（社員バッジ、職員記章）
- 学校の校章・学級章・各種委員章（校章バッジ・学級委員バッジなど）
- アメリカ合衆国の警察の身分章（特に「shield」「star」と称される）、保安官バッジ。
- 代紋をかたどった暴力団員のバッジ

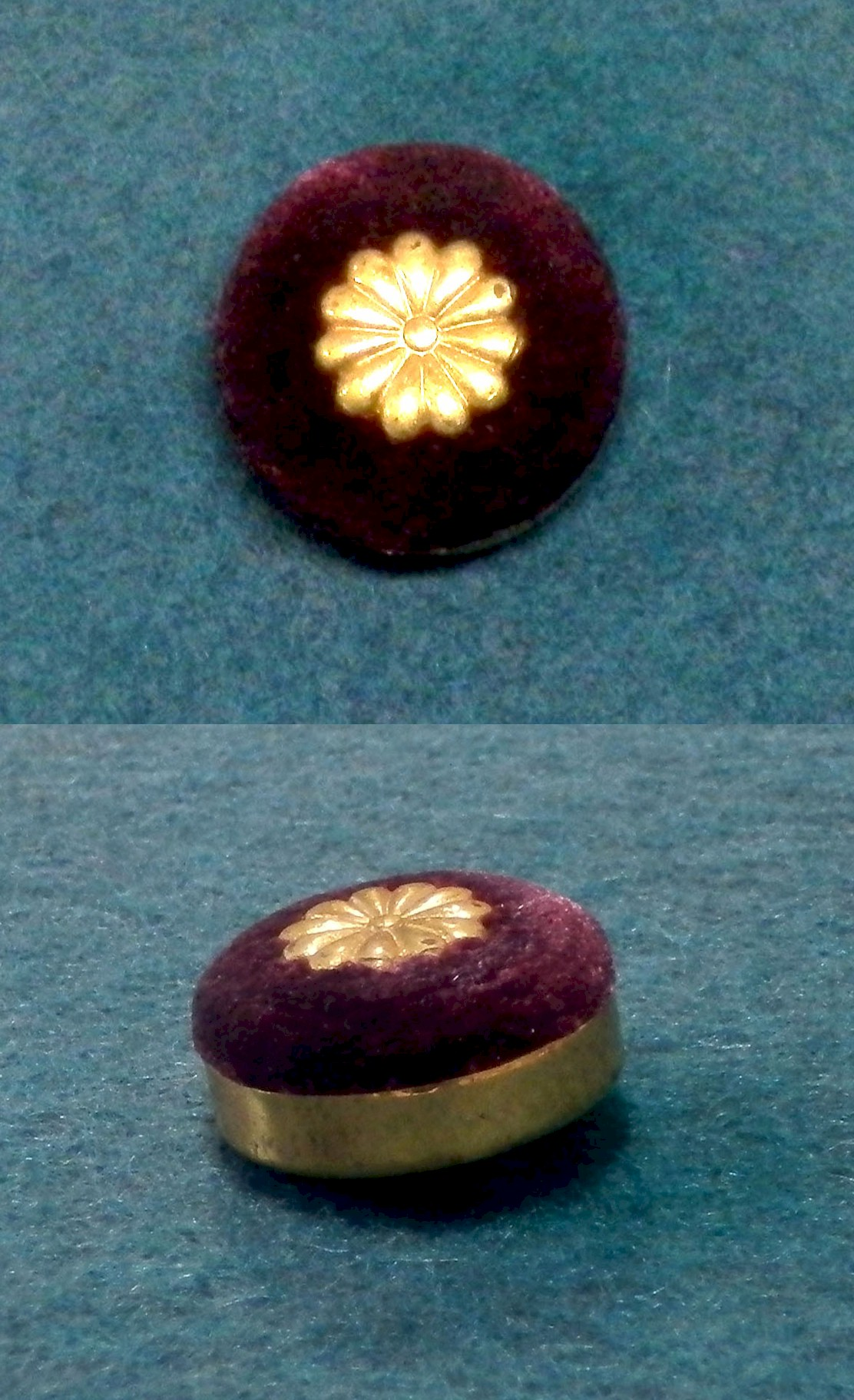
衆議院の議員記章(2012年度)
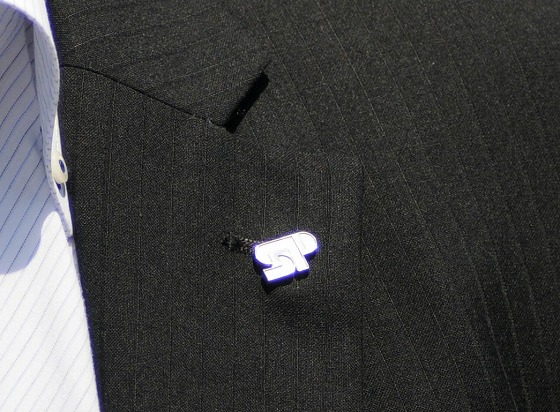
警視庁警護員の記章
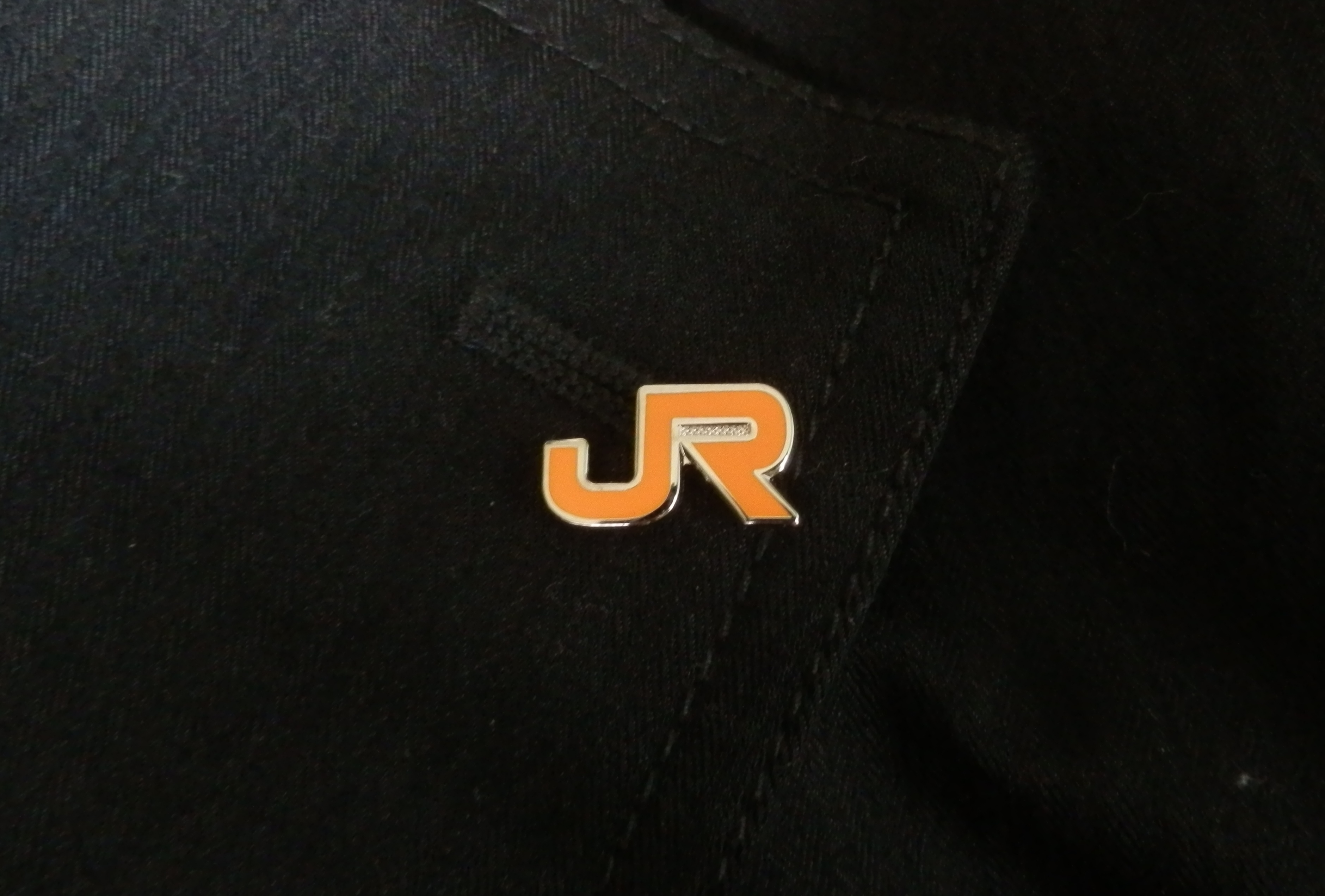
JR東海の社員章。

国家資格のバッジ
士業のバッジ
- 海事代理士
- 技術士（日本技術士会）のバッジ
- 技能士の技能士章
- 行政書士記章（秋桜コスモスに「行」）
- 検察官
- 建築士（建築士会）
- 公認会計士記章（旧:円に「C.P.A.」→ 新:円に黄色と黒の格子）
- 裁判官
- 歯科医師（日本歯科医師会）
- 司法修習生
- 司法書士記章（桐紋、五三桐花）
- 社会福祉士（日本社会福祉士会）
- 社会保険労務士記章（菊に“Shakaihoken Roumushi”で「SR」）
- 情報処理安全確保支援士徽章
- 精神保健福祉士（日本精神保健福祉士協会）
- 税理士記章（日輪に桜）
- 代議士
- 中小企業診断士の診断協会員バッジ
- 土地家屋調査士記章（桐紋に「測」）
- ファイナンシャル・プランニング技能士
- 不動産鑑定士 （日本不動産鑑定士協会連合会）
- 弁護士
- 弁理士記章（菊の中に桐）
- 保育士（全国保育士会）
- マンション管理士（日本マンション管理士会連合会）会員バッジ
- レストランサービス技能士

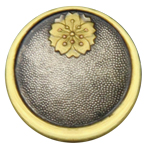
日本の税理士のバッジ
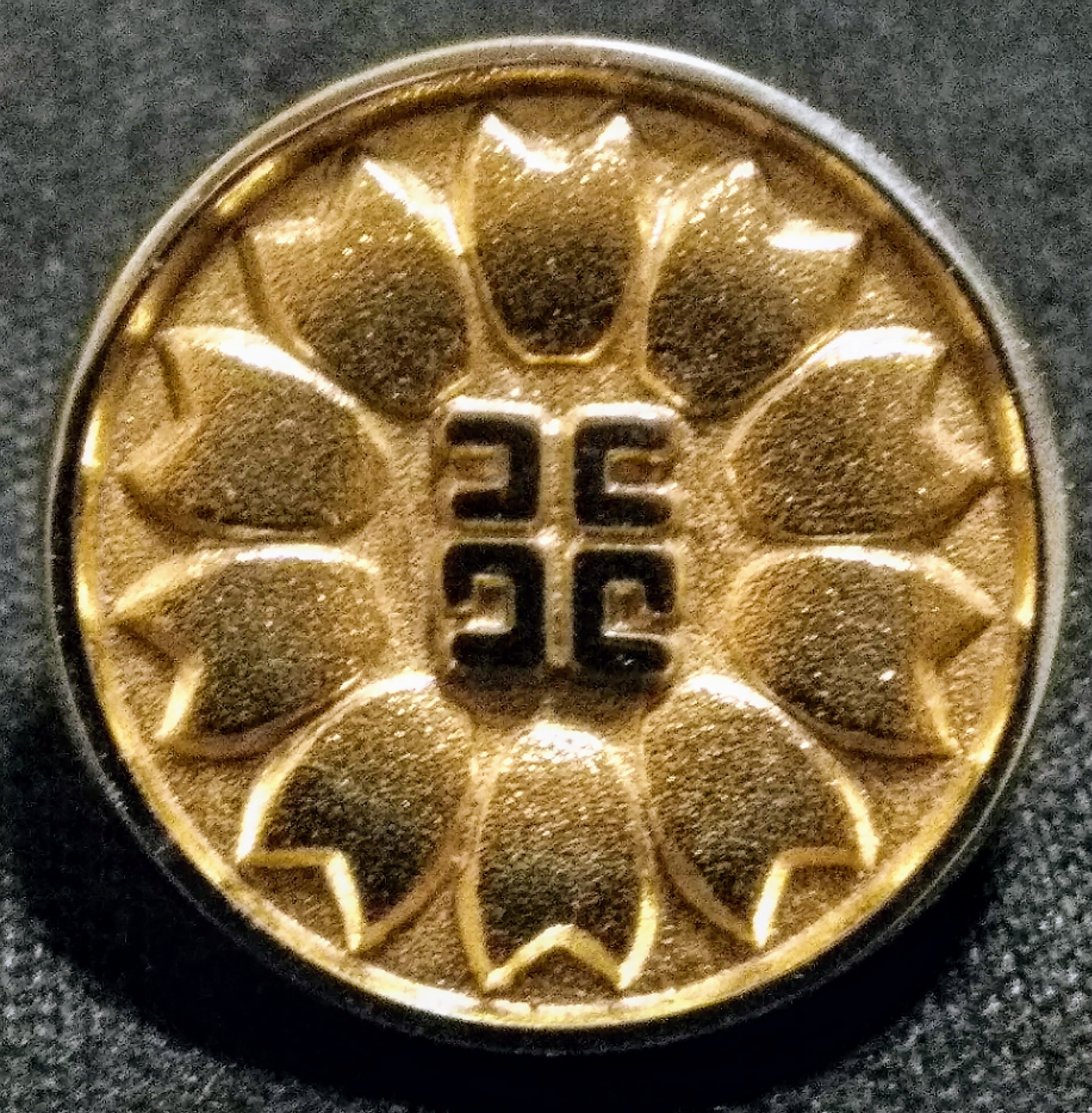
行政書士の徽章
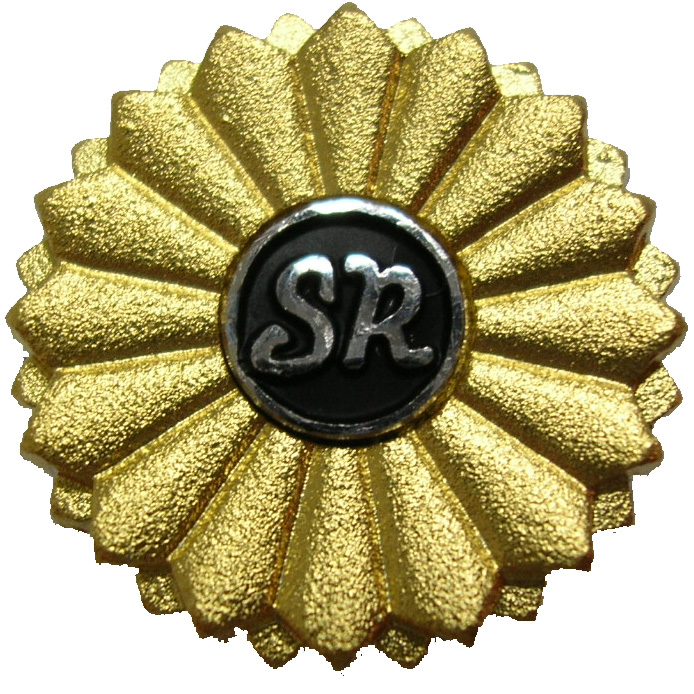
社会保険労務士記章

一般の国家資格のバッジ
- 機械警備業務管理者
- 警備業務検定資格者章（詳細は「警備業務検定」の項目を参照のこと）
  - 施設警備業務検定
  - 交通誘導警備業務検定
  - 雑踏警備業務検定
  - 貴重品運搬警備業務検定
  - 核燃料輸送警備業務検定
  - 空港保安警備業務検定
- 警備員指導教育責任者
- 国際認定マネジメント・コンサルタント（全日本能率連盟）
- 歯科医師（日本歯科医師会）
- 狩猟者記章(狩猟免許の取得と狩猟の許可証を兼ねる)(都道府県の役所)
- 宅地建物取引士 （ハトマーク宅建士会）

公的資格のバッジ
- 自衛消防技術試験（東京消防庁）

‥防災センター要員と同時に取得,バッジは共用。
- 英検バッジ
- セキュリティ・コンサルタント
- セキュリティ・プランナー
- 販売士検定
- 応急手当普及員（消防団から貸与）
- 応急手当指導員（消防団から貸与）
- 救命講習受講記念バッジ (東京防災救急協会)平成30年3月31日で販売を終了
  - 普通I II III 救命講習(緑)
  - 上級救命講習(紫)
  - 応急手当普及員(オレンジ)

民間資格のバッジ
民間資格の認定業者が合格者にバッジを交付する例があるが、民間資格がそもそも原則的に法令上の効力を有さないため、それらのバッジにも公的な意味は基本的にない。
技能講習などに参加したことや修了したことを示すバッジ
- 消防団の消防学校修了のバッジ

賞や感謝として与えられるバッジ
- 青い羽根バッジ（日本水難救済会）
- 赤い羽根バッジ（共同募金）
- 小さな親切運動
- 勲章・褒章の略綬等
- 日本赤十字社
  - 特別社員
  - 日本赤十字社金色有功章
  - 日本赤十字社銀色有功章
  - 献血功労章 - 現在は廃止。
- 各種の資格章
- 各種の表彰を表す記章類
- ボーイスカウトの菊章・富士章・技能章・宗教章

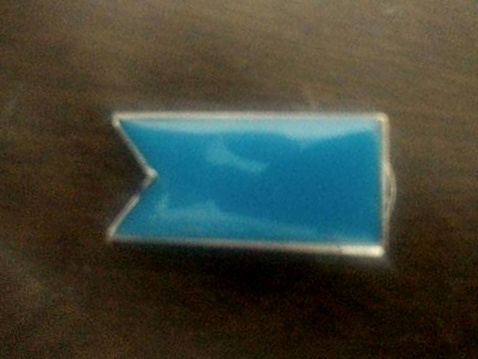
政治･社会的な意味を持つバッジの例。(ブルーリボンバッジ)

感謝表明や記念品としてのバッジ
参加してくれたことへの感謝の気持ちや、記念の品などとして渡すバッジ。
- 裁判員制度の記念バッジ
- ブルーリボン（救う会）
- アウェアネス・リボンのバッジ
- ピンズ - アメリカや日本のプロスポーツで、ホームゲーム開催の際に公式ファンクラブに加入している人へ来場記念に配布される。

### バッジをめぐる諸表現

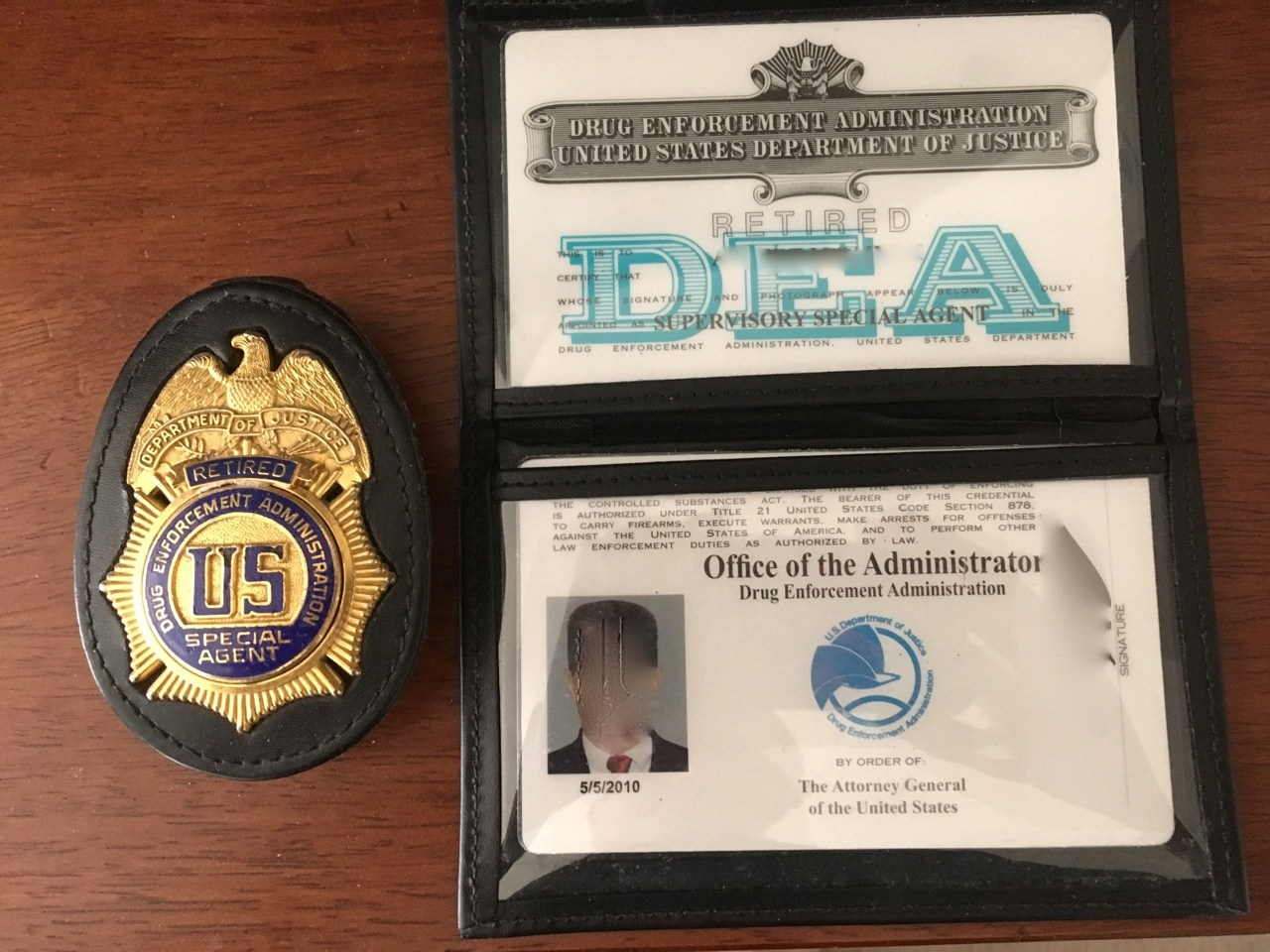
アメリカの退職した麻薬取締官のための記念バッジと記念の身分証。どちらにもはっきりと「RETIRED」と文字が入っている。

文字や音声で表現されることもあれば、身体的な動作（ボディランゲージ）として表現されることもある。
バッジをつける
所属や職位を示すバッジをつけることは、その組織に所属することや、着任することや、昇進することなどを示す。
バッジをはずす
バッジを外すことは、その組織や職位を離れることを意味する。
アメリカ映画などでも、警察官が辞職を覚悟した際に拳銃とバッジを上司に差し出したり、逆に謹慎や停職を言い渡す前に上司が「バッジと銃を出せ」と部下に要求する場面もある。日本でも議員が辞意を示す際に、あえて人々の前で議員バッジを外して演壇に置いて見せることもある。
アメリカ合衆国の警察や警備会社などでは、退職した職員のバッジを職務を全うしたことを称えて記念として保存しているところがある。ペンシルベニア州のリングゴールド・ハイスクール・セキュリティ（学校警備員）では、在職中物故者のバッジは故人を忘れることのないよう黒いバンドで留められる。このように、バッジは在任中の人の職位や功績を示すだけでなく、組織を離れた人の経歴や功績を示し、記念するために用いられることもある。アメリカでは、組織によっては、定年退職者にはバッジ番号部分に「RETIRED」と刻まれアクリルスタンドにはめ込まれたバッジが記念品として贈られる。

## 乗り物などのバッジ
乗り物のメーカーや、その乗り物が達成した事績・功績などを表示するためにつける物も「バッジ」と呼ばれることがある。エンブレムと呼ぶこともある。
- 自動車のバッジの例。これはアルファロメオというメーカーのものだ、ということを示している。
- 鉄道車両のバッジの例。フランスのBB9004電気機関車が1955年3月29日に達成した世界記録を記念するバッジ。

## 缶バッジ

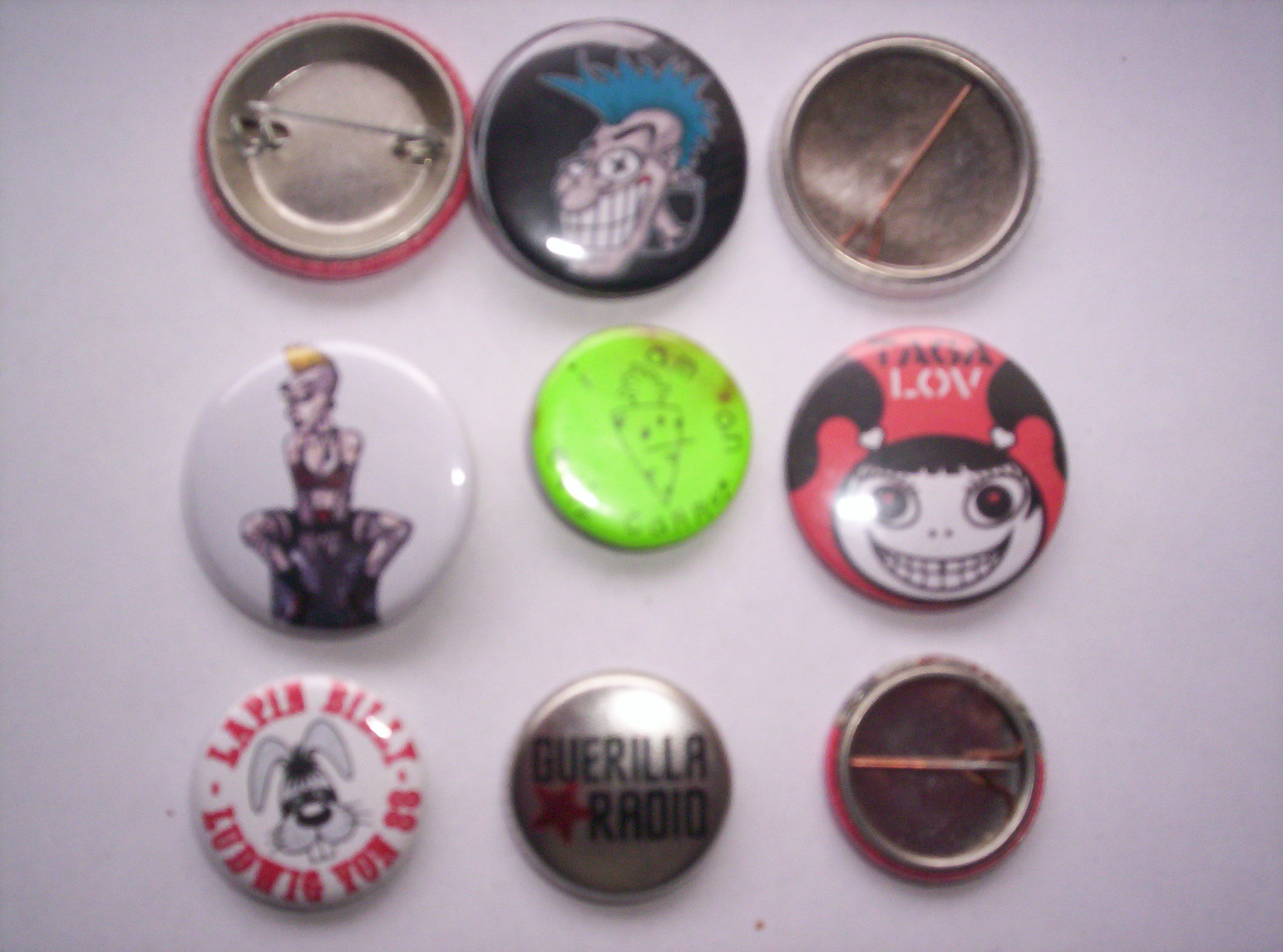
さまざまな缶バッジの例

中が空洞になっている金属製のバッジを特に「缶バッジ」と呼ぶ。大量生産が可能で、1個あたりの原価はわずか数十円である。複製が非常に容易であるため、軍隊や警察や会社などの所属を示すためには使えない。
主な用途は、欧米ではキャンペーン・宣伝活動の配布品、社会的な主張をするイベントやデモの参加者が着用するためのものなどである。欧米でも使われるが、日本ほど高頻度かつ大量ではない。
特に日本では缶バッジが非常に多用され大量生産されており、多種多様に使われていて、子供のおもちゃ、キャラクターグッズ（漫画やアニメなどのキャラクターの絵が描かれたもの）、アイドル写真を刷ったもの、イベント参加の記念品などが大量に作られている。他にも欧米と同様に企業の販促活動のために自社の製品やサービスを刷り込んだものなども作られている。
缶バッジは販売キャンペーンやイベントなどが終了すると、そのほとんどがゴミ同然に捨てられてしまう。だが缶バッジを収集する人々もいる。一部のバッジは最初から「コレクターズ・アイテム」として販売され、その場合は豪華な箱に数点から数十点が収められ「限定品」と謳って高い価格が設定される場合もある。一方でリサイクルショップやネットオークション、フリマアプリなどでも安価に取引されていて、そうした場所で購入し収集して楽しむ人々もいる。

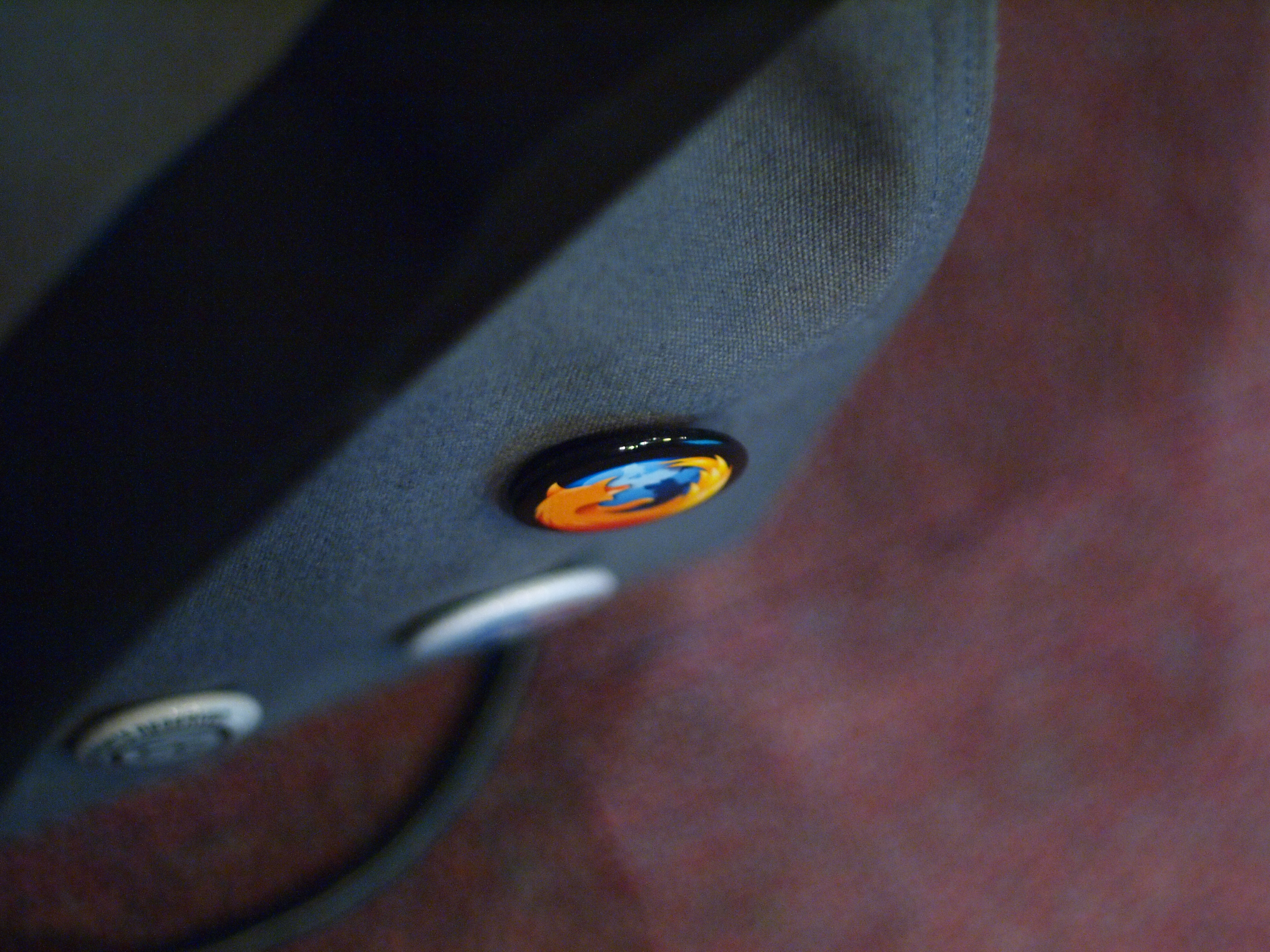
アメリカの缶バッジの例。Firefoxブラウザのキャンペーンのバッジ
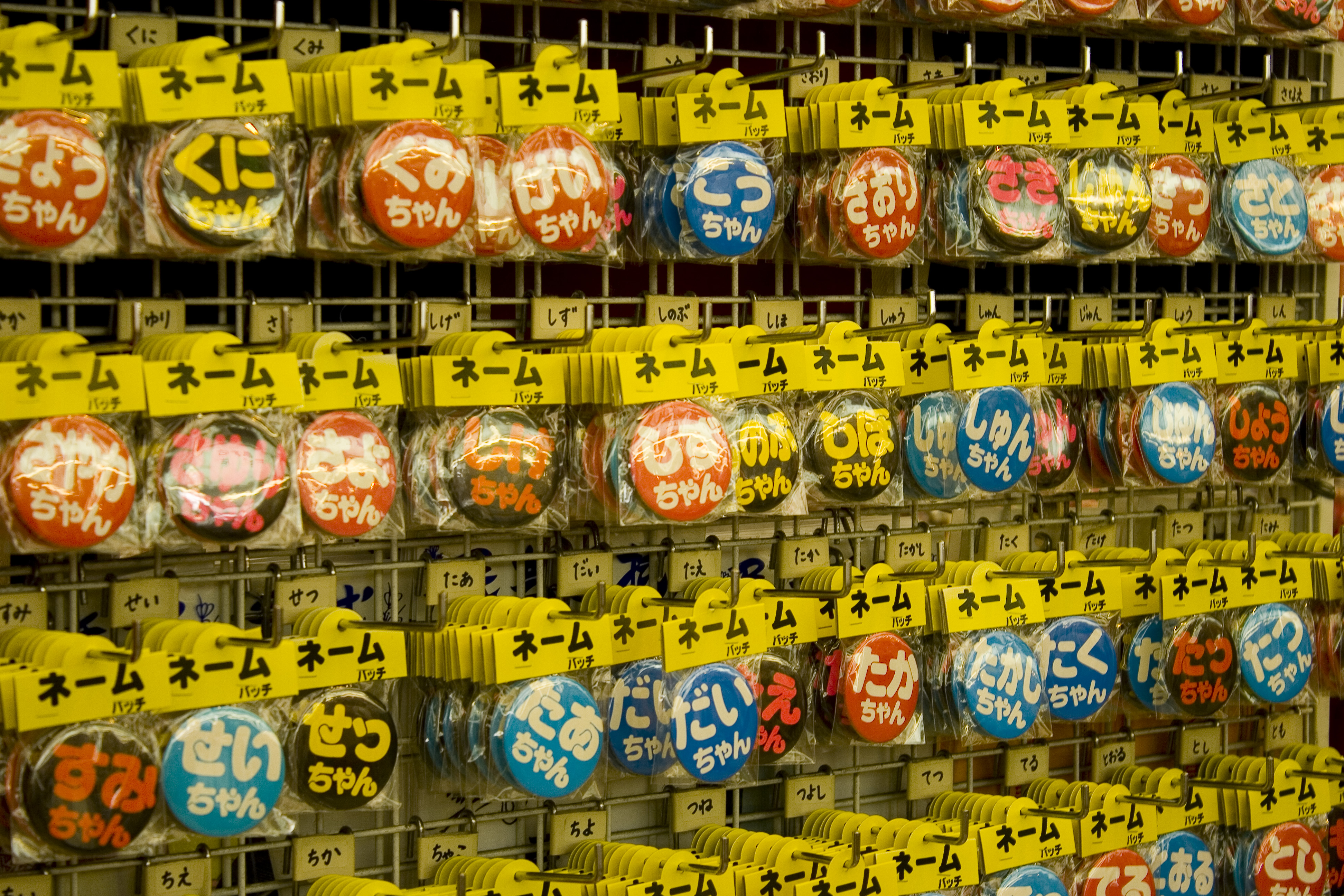
日本の若者の街などで売られている、名前入りの缶バッジ
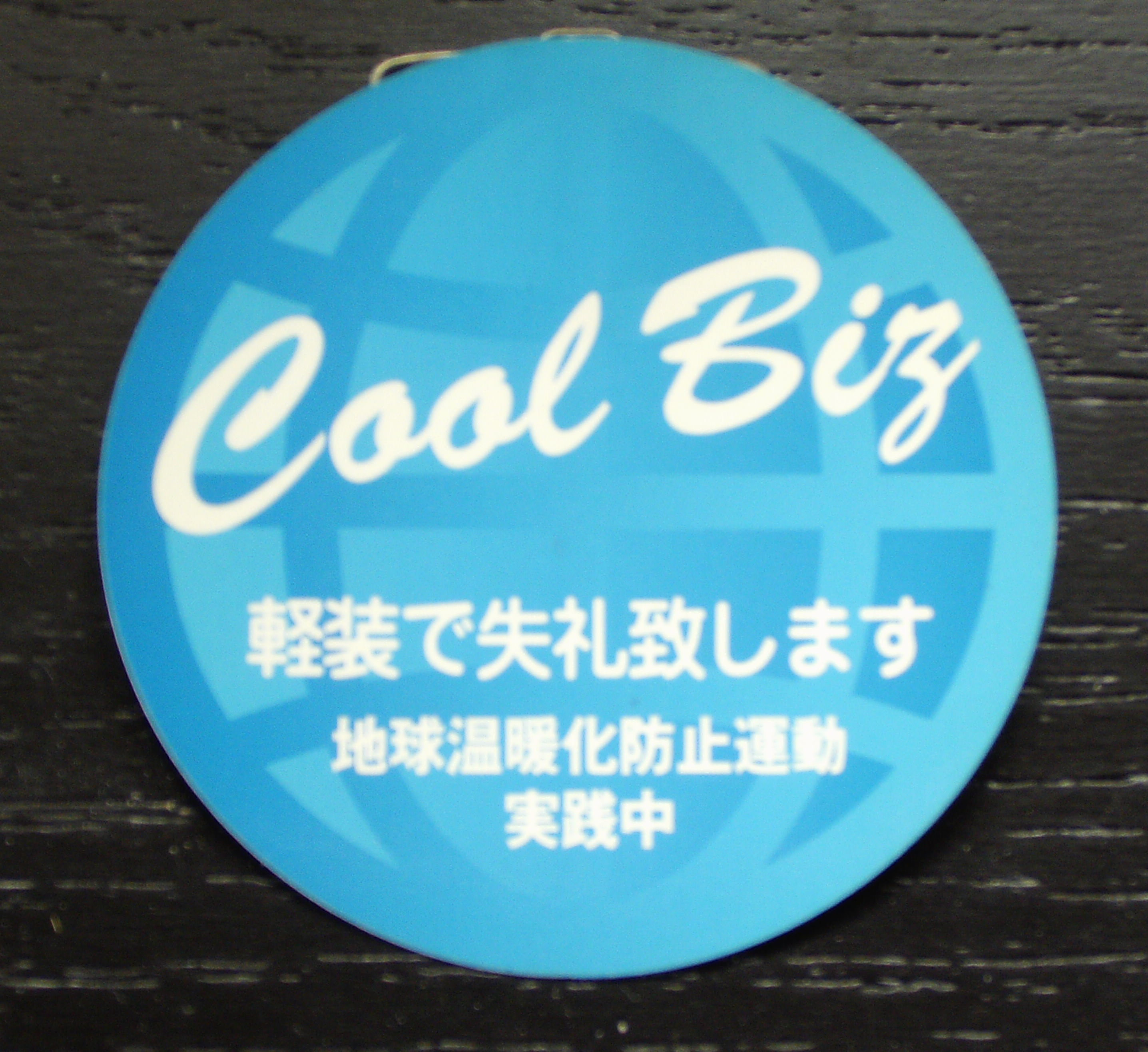
2005年に日本の役所でクールビズを推進した際に着用された缶バッジ
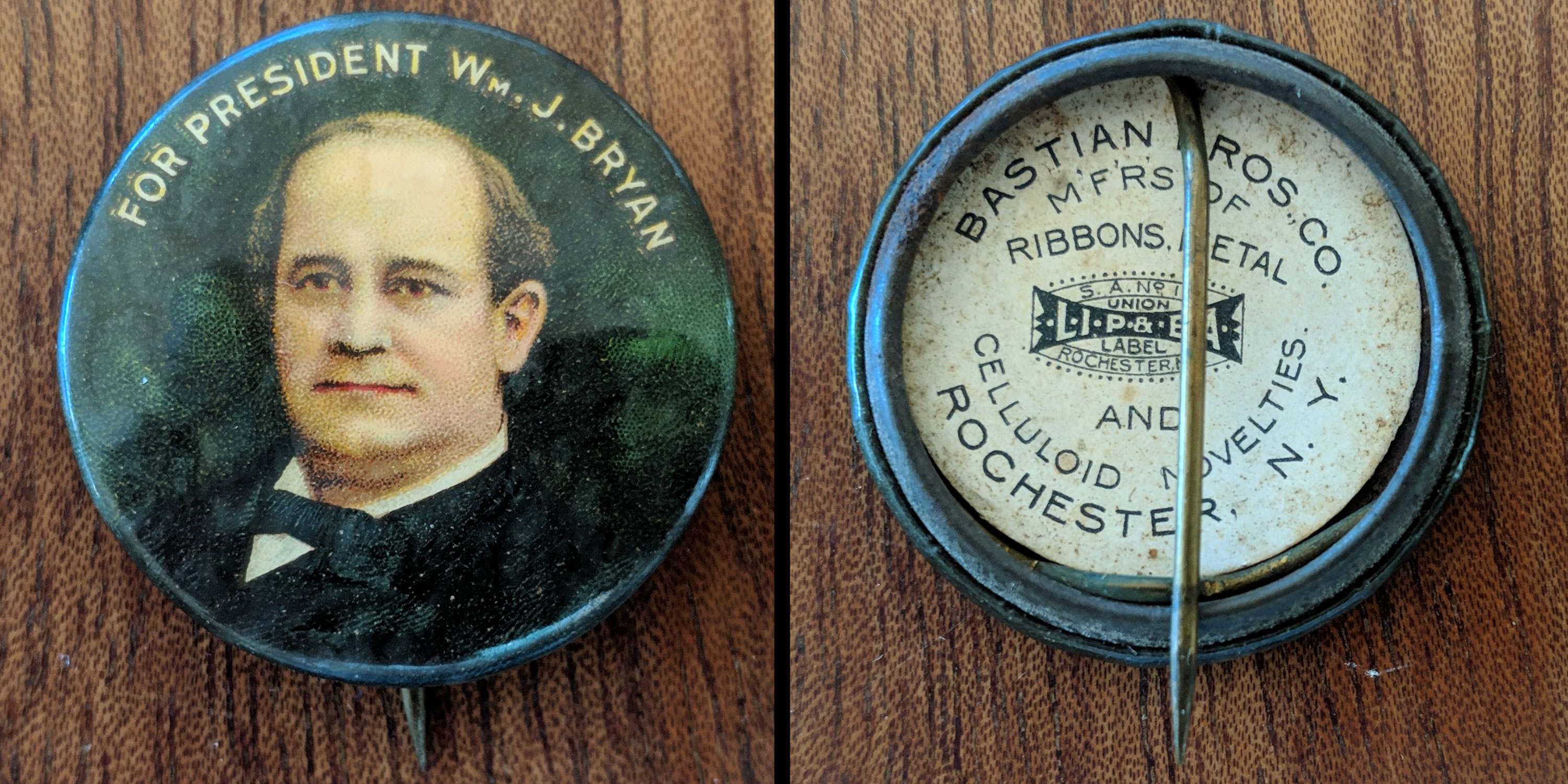
アメリカの政治家ウィリアム・ジェニングス・ブライアンの政治選挙活動で使われたキャンペーンボタン（英語版）